# ريثم بارادايس ميغامكس
ريثم بارادايس ميغامكس (بالإنجليزية: Rhythm Paradise Megamix)‏، والمعروف في أمريكا الشمالية كـريثم هاڤن ميغامكس (بالإنجليزية: Rhythm Heaven Megamix)‏، وفي اليابان كـريزومو تينغوكو: زا بيستو بوراسو (リズム天国 ザ・ベスト＋ Rizumu Tengoku: Za Besuto Purasu)، هي لعبة فيديو رقصات مطورة من قبل برامج نينتندو للتخطيط والتطوير لنينتندو 3دي إس تم إصدارها في 11 يونيو 2015 واحتلت المراكز الأولى في اليابان من حيث أكثر الألعاب مبيعاً. وسوف يصدر في أوروبا وأمريكا الشمالية في 2016.

## وصلات خارجية
- الموقع الرسمي
 (باليابانية)